# Filippo Buonarroti (archéologue)
Filippo Buonarroti (Florence, 18 novembre 1661 - Florence, 10 décembre 1733) est un archéologue italien.

## Biographie
Descendant de l’illustre famille Buonarroti, il est sénateur de Florence sa patrie, auditeur-président de la juridiction ecclésiastique, et savant antiquaire. Il meurt le 10 décembre 1733.

## Œuvres
- Osservazioni istoriche sopra alcuni medaglioni antichi del cardinal Carpegna, Rome, 1698, grand in-4°, ouvrage estimé.
- Osservazioni sopra alcuni frammenti di vasi antichi di vetro, ornati di figure, trovati ne’ cimiterj di Roma, etc., Florence, 1716, in-fol. Cet ouvrage, accompagné de gravures et précédé d’une savante préface, mit le sceau à la réputation du président Buonarroti ; il contient trente et une planches gravées, dont la plupart offrent plusieurs figures, à l’occasion desquelles l’auteur fait les observations les plus savantes sur tous les points d’antiquité qui y ont rapport. Les soixante-dix dernières pages de ce volume, qui en a trois cent vingt-quatre, sans la préface, ont pour objet trois anciens diptyques d’ivoire : le premier représente l’apothéose de Romulus ; le second, un consul ordinaire de Rome en 541, nommé Basile ; le troisième est un de ces diptyques que l’Église avait imités des diptyques consulaires, et ne représente que des objets religieux. L’auteur fait briller dans cette seconde partie une érudition aussi profonde et aussi sûre que dans la première.
- Ad monumenta etrusca operi Dempsteriano addita Explicationes et Conjecturæ, à la suite du t. 2 de l’Etruria regalis, publiée par Dempster. Quoique l’auteur n’y présente ses idées que sous la forme du doute, on a dit, avec raison, que ses conjectures donnent souvent plus de lumière que les assertions d’un grand nombre d’autres antiquaires.
- Albero genealogico della nobilissima famiglia de’ Buonarroti. Gori l’a publié dans ses notes sur la Vie de Michel-Ange, composée par Condivi, Florence, 1746, in-fol.